# Olympus TRIP PANORAMA
De Olympus TRIP PANORAMA was een compacte 35-mm camera van Olympus Corporation die in 1991 op de markt kwam als opvolger van de Olympus TRIP JUNIOR. De camera kon handmatig worden geschakeld tussen normale en panoramaopnames, een symbool in de zoeker gaf aan of de panoramafunctie was ingeschakeld.